# Badiaricha
Badiaricha (ros. Бадяриха) – rzeka w azjatyckiej części Rosji, w Jakucji; prawy dopływ Indygirki. Długość 545 km; powierzchnia dorzecza 12 200 km².
Źródła w Górach Momskich; płynie w kierunku północnym po Nizinie Abyjskiej na zachód od Płaskowyżu Ałazejskiego; niezwykle kręty bieg, liczne meandry i starorzecza.
Zamarza od października do maja; zasilanie śniegowo-deszczowe.